# Massimiliano Pisciotta
 (Palermo, 26 agosto 1974) è un allenatore di calcio ed ex calciatore italiano, di ruolo centrocampista.

## Biografia
Nativo del quartiere Borgo Vecchio, dopo il ritiro ha vissuto a Lammari, in provincia di Lucca.

## Caratteristiche tecniche
Gioca come mediano di copertura, prevalentemente schierato davanti alla difesa.

## Carriera

### Giocatore
Cresciuto nei Cosmos Palermo, debutta in prima squadra con la maglia del Ragusa, nel Campionato Interregionale 1990-1991, al termine del quale viene eletto miglior centrocampista della stagione.
Viene acquistato dal Palermo, militante in Serie B. Dopo una stagione nella Primavera, esordisce con i rosanero nel vittorioso campionato di Serie C1 1992-1993, nel quale colleziona una presenza. Nelle annate successive, tra i cadetti, guadagna sempre maggiore spazio nel Palermo dei picciotti guidato da Ignazio Arcoleo, nel quale militavano numerosi giocatori palermitani o siciliani. Con la maglia del Palermo colleziona in tutto 83 presenze in Serie B, le uniche della sua carriera; in questo periodo viene anche convocato da Cesare Maldini nella Nazionale Under-21, senza scendere in campo.
Nel 1996 scende in Serie C1, acquistato dal Fiorenzuola, contribuendo alla salvezza della formazione valdardese. Dopo una sola stagione, torna in Sicilia all'Acireale, sempre in Serie C1, rimanendovi per due annate. Prosegue la sua carriera in terza serie con il Marsala, in una stagione segnata da difficoltà economiche che portano Pisciotta a chiedere la messa in mora della società; passa quindi all'Avellino, dove resta per tre campionati consecutivi, ottenendo la promozione in B nel 2003. Nell'ultima stagione, insieme ai compagni Diè e Pellicori, subisce una pesante contestazione e viene fatto bersaglio di una bomba carta.
Lasciata Avellino, si trasferisce alla Palmese per una stagione, per poi scendere in Serie C2 alla Lodigiani, dove rimane anche dopo il cambio di denominazione in Cisco Roma. Prosegue la carriera con Andria BAT, Manfredonia, Pescara e Igea Virtus, che fallisce nel 2010 lasciando Pisciotta svincolato. Nel settembre dello stesso anno accetta l'offerta del Lammari, formazione dell'Eccellenza toscana, rimanendovi anche per la stagione successiva.

### Allenatore
Nell'estate 2012 lascia il Lammari e l'attività agonistica per diventare l'allenatore del Ghivizzano Borgoamozzano, neonata formazione di Eccellenza Toscana. Seguono le esperienze sulle panchine di Quarrata, Fucecchio e Lampo, tra Eccellenza e Promozione Toscana. Nel 2019 è al Tau Altopascio, nel 2021 è vice al Ghiviborgo e dal 2023 è al Castelnuovo.

## Palmarès

### Giocatore

#### Competizioni nazionali
- Campionato italiano Serie C1: 2

Palermo: 1992-1993
Avellino: 2002-2003
- Coppa Italia Serie C: 1

Palermo: 1992-1993